# Pico Gilbo
El pico Gilbo (1679 m s. n. m.), también denominado el Cervino leonés, por su esbelta y característica vertiente norte que se asemeja al Cervino de los Alpes, se encuentra en la cordillera Cantábrica, a orillas del embalse de Riaño, en la montaña Oriental Leonesa. A pesar de no ser la de mayor altitud de la zona —el pico Pandián, el Yordas o la peña las Pintas son más elevados—, es su cima más característica y la más fotografiada.

## Localización
Está situado entre las localidades de Riaño y Horcadas en el término municipal de Riaño, dentro del Parque Regional Montaña de Riaño y Mampodre, en la provincia de León.

## Características
Se trata de una mole piramidal de piedra caliza, que posee unas vista espectaculares desde el pueblo de Riaño e, igualmente espectaculares son las vista que se pueden admirar desde su cumbre, sobre el pantano y las montañas del entorno. La cara norte es una escabrosa pared vertical, aparentemente inaccesible, pero cuya subida en verano no ofrece dificultades notables. Justo delante, hacia el NO, separados por la collada Bachende, se encuentra su hermano menor Cueto Cabrón (1539 m), de ascensión más complicada.

## Flora  y Fauna

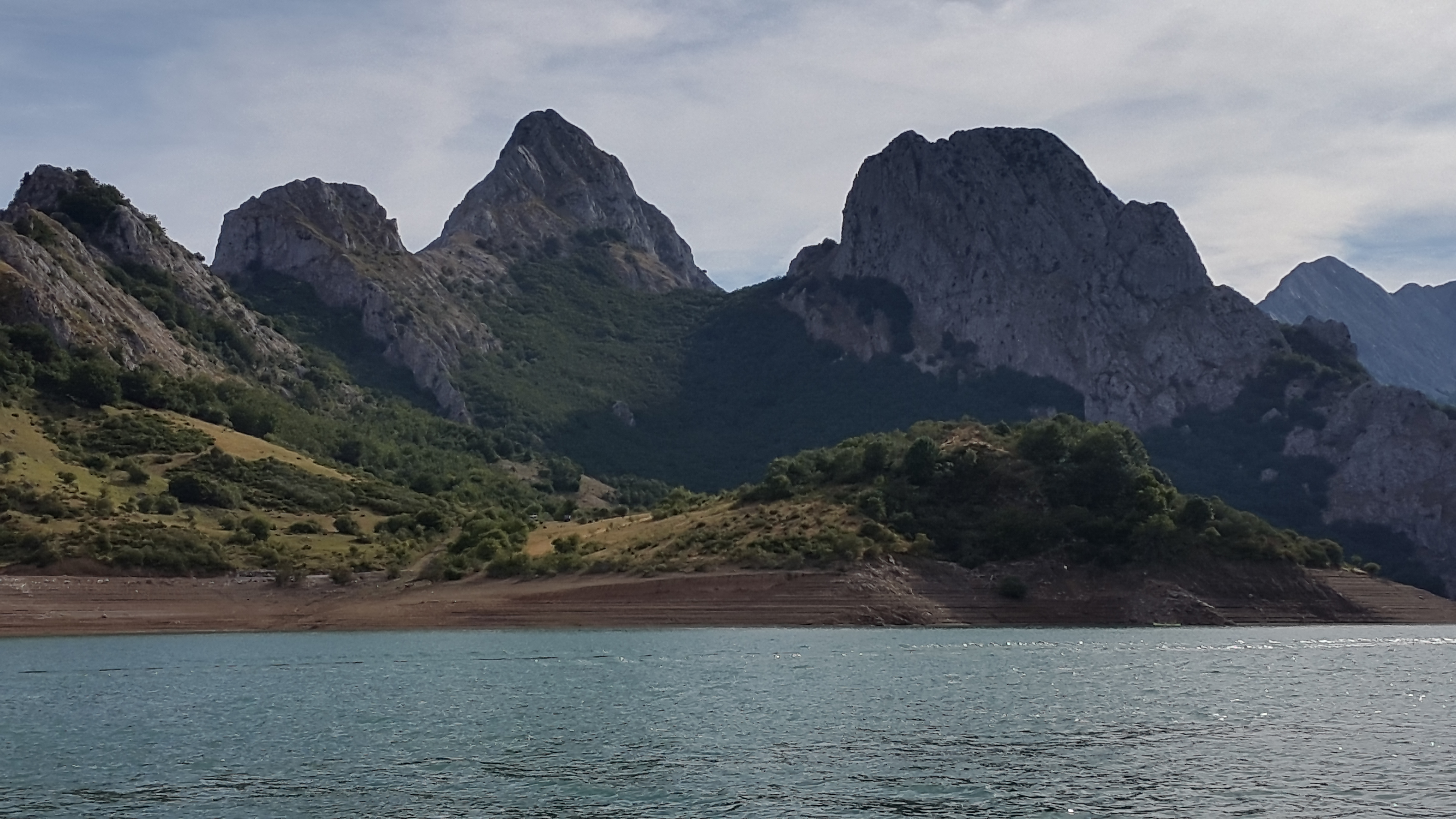
El Gilbo desde el pantano de Riaño. A su derecha Cueto Cabrón

Enclavado en plena Cordillera Cantábrica y en el parque Regional de Montaña de Riaño y Mampodre, la flora y fauna es, en líneas generales, la de estos territorios calcáreos. En los valles y donde el suelo tiene profundidad, el pastizal, mantenido por el pastoreo, es bueno y apreciado para el pasto de vacas y yeguas. Los bosque de hayas son los predominantes en la cara oeste y norte, mientras en la zona meridional aparecen también los robles albares. Los matorrales predominantes son brezales, piornales, y escobales en las zonas silíceas, mientras que las laderas calcáreas se cubren de aulagares. Ya en el piso subalpino, entre el roquedo, se observa un pastizal más ralo, adaptado a las duras condiciones ambientales, donde dominan las gramíneas. 
En cuanto a la fauna, en el valle está presente una excepcional comunidad de especies propias del ámbito atlántico y de la alta montaña cantábrica. Las especies emblemáticas del valle, así como de todo el Parque Regional de Montaña de Riaño y Mampodre son el oso pardo y el urogallo. Otras especies significativas son el rebeco, el lobo, el jabalí, la marta, la liebre del piornal, la nutria y el desmán ibérico. Está presente una rica comunidad de rapaces como el águila real, águila culebrera, abejero europeo, alimoche y buitre leonado. Entre los invertebrados podemos encontrar la mariposa apolo, la hormiguera oscura, la Rosalía alpina –un tipo de escarabajo-  o el ciervo volante.

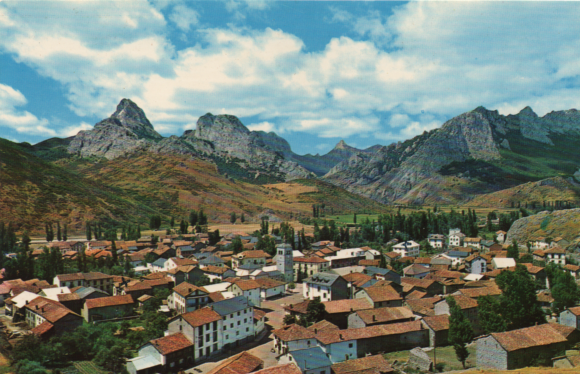
Riaño antiguo con el Gilbo a la izquierda

## Rutas
Pese a su escasa altura es considerada una de las ascensiones más bonitas de la provincia de León. Se trata de una ruta que te permite disfrutar de hermosos hayedos, entretenidas aristas, fiordos exultantes en el pantano, vertiginosas pendientes y maravillosas panorámicas… 
Las dos vías de ascensión más habituales son a partir de Riaño y desde Horcadas.

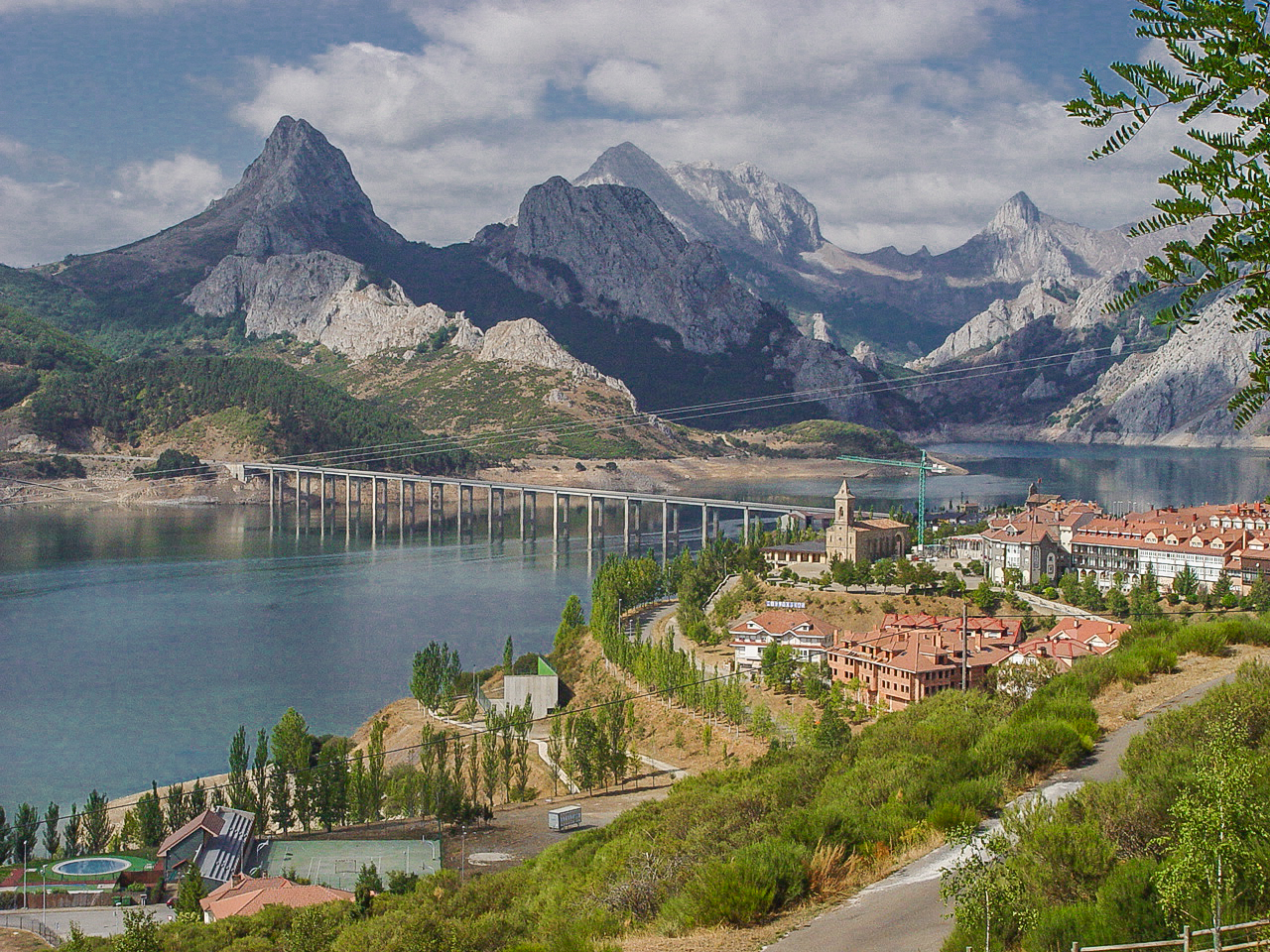
Riaño con el viaducto y pico Gilbo a la izquierda

### Desde Riaño
Dificultad media en verano (alta en invierno). Desnivel 675 m. Recorrido: La ruta comienza en la pista que sale a la izquierda antes de cruzar el viaducto en dirección a Riaño. Por esta pista se llega bordeando el pantano hasta el área recreativa Las Viescas, donde se toma la ruta de senderismo PR-LE 52 “Collado El Baile”. Se va subiendo por el hayedo a través de la Canal del Moro, hasta llegar al collado Peña Vallarque, pasando a la cara este del Gilbo, que da vista a los pueblos de Carande y Horcadas-. Se sigue ascendiendo por la ladera para pasar por la parte alta de las crestas calizas -Collado La Pedrera- de nuevo a la cara oeste del Gilbo -dando de nuevo vistas a Riaño y al pantano-. Desde aquí se sigue el camino señalado que nos lleva, tras fuertes pendientes, a la cumbre del Gilbo. El retorno se puede hacer por el mismo lugar de la subida o bajar por el otro lado de la peña Vallarque, siguiendo el camino paralelo al arroyo de Vallarque que nos llevará de nuevo al camino que bordea el pantano.

### DesdeHorcadas
Dificultad:  Media en verano (alta en invierno). Desnivel 544 m. Recorrido: la ruta comienza en el pueblo de Horcadas, saliendo desde la iglesia por la ruta marcada como PR-LE52 “Collado El Baile”. Por esta ruta llegaremos a la fuente abrevadero de la Majada de las Pecinas y después al collado El Baile y a la valla que separa los terrenos de Horcadas de Riaño. Tras pasar la valla se gira a la izquierda para ascender a la collada entre el Gilbo y La Pedrera -por donde se pasa a la pasa a la cara oeste del Gilbo- y se sigue por el mismo sendero indicado en la ruta desde Riaño. El descenso hacia Horcadas se hace por el mismo recorrido de la subida.